# Březová (Boêmia Central)
Březová é uma comuna checa localizada na região da Boêmia Central, distrito de Beroun.